# Caradjia
Caradjia là một chi bướm đêm thuộc họ Noctuidae.